# ريتشارد كارلايل
ريتشارد كارلايل (8 ديسمبر 1790-10 فبراير 1843)، كان محرضًا مهمًا لتأسيس حق الاقتراع العمومي وحرية الصحافة في المملكة المتحدة.

## السياسة والنشر
أثارت الظروف الاقتصادية في شتاء عام 1816 اهتمام كارلايل بالسياسة أولًا، وذلك عندما قرر رب عمله أن يجعله عاملًا لديه لفترة قصيرة، مسببًا ذلك في مشاكل خطيرة للعائلة: «عشت خلال فترة الضيق في عام 1816، وهذا ما جعلني أرى الأمور بوضوح». بدأ في حضور الاجتماعات السياسية حيث اشتكى متحدثون مثل هنري هانت من امتلاك ثلاثة رجال فقط من بين مائة لحق التصويت، وتأثر أيضًا بمنشورات ويليام كوبيت.
كسب كارلايل رزقه عبر بيع كتب الإصلاحيين البرلمانيين مثل توماس بين في شوارع لندن، وغالبًا ما مشى مسافة «ثلاثين ميلًا لجني مبلغ ثمانية عشر بنسًا فقط». أسس كارلايل مع ويليام شيروين، العامل في مجال الطباعة، مطبعة في أبريل عام 1817، واستأجر متجرًا في شارع فليت ستريت. قسم كارلايل النصوص السياسية مثل كتابي توماس بين، حقوق الإنسان ومبادئ الحكومة، إلى أقسام لبيعها على شكل منشورات صغيرة لجعلها متاحة للفقراء، ونشر أيضًا كتابي عصر المنطق ومبادئ الطبيعة. أصدر نسخًا غير مصرح بها من كتاب ساوذي بعنوان وات تايلر؛ وأعاد إصدار محاكاة ساخرة لأجزاء من كتاب الصلاة المشتركة التي كان من المقرر محاكمة الراديكالي ويليام هون من أجله بعد إلقاء القبض عليه في شهر مايو؛ واعتُقل هو نفسه بعدها في أغسطس واحتُجز دون تهمة حتى إثبات براءة هون في شهر ديسمبر.
تولى كارلايل توزيع المجلة الأسبوعية الراديكالية المحظورة ذا بلاك دوارف في وقت كانت الحكومة تقاضي فيه الناشرين: «طغى الرعب والقلق على كل شيء بعد تعليق قانون المثول أمام القضاء؛ ولكنني أعزو الفضل لنفسي في التغلب على تأثير هذين القانونين على الصحافة، وتأكدت خلال ذلك من عقوبة السجن، ولكنني شعرت بميلي إلى القضاء بدلًا من الابتعاد عنه».
أصدر كارلايل مجلة راديكالية أطلق عليها اسم شيروينز بوليتيكال ريجيستر (سجل شيروين السياسي)، والتي أبلغت عن اجتماعات سياسية، وتضمنت مقتطفات من كتب وقصائد مؤيدي حركة الإصلاح مثل بيرسي بيش شيلي ولورد بايرون. ساعدت شعبية ذلك في رفع أرباح مشروع النشر الخاص به إلى 50 جنيهًا إسترلينيًا في الأسبوع.

## السجن مرة أخرى
سُجن كارلايل بتهمة التحريض على الفتنة في عام 1831، وحُكم عليه بالسجن لمدة عامين ونصف لكتابته مقالًا يدعم العمال الزراعيين الذين يشنون حملة ضد تخفيض الأجور، ونصح المضربين بأن يعتبروا أنفسهم في حالة حرب مع الحكومة. ترك السجن مثقلًا بالديون، وأخذت منه الغرامات الحكومية الأموال اللازمة لنشر الصحف.
لم تتغير آرائه السياسية والاجتماعية أبدًا، ولكن تغيرت فلسفته في ثلاثينيات القرن التاسع عشر. نشر آرثر روبنسون نتاج تفكيره اللاحق في كتاب بعنوان تحويل استثنائي وإعلان عام لريتشارد كارلايل من لندن إلى المسيحية في عام 1837.
حوكم كارلايل بسبب إثارته للإزعاج العام في عام 1834، وذلك عندما عرض دميتان على نوافذ متجره في شارع 62 فليت ستريت، أحدهما باللون الأزرق يمثل وسيط بعنوان «الوسيط المؤقت»، وآخر يرتدي زي أسقف بعنوان «الوسيط الروحي». اعتاد الناس على التجمع هناك مؤديًا ذلك إلى إعاقة حركة المرور وإحداث مشاحنات. أُدين كارلايل وأُبطِل الحكم عنه لاحقًا.
عاد كارلايل إلى شارع فليت ستريت في عام 1842 بعد أن عاش لعدة سنوات في فقر مدقع في إنفيلد؛ ومات هناك في العام التالي متبرعًا بجسده للأبحاث الطبية. حضرت أعداد كبيرة من الناس جنازته في مقبرة كنسل غرين يوم الأحد الواقع في 26 فبراير عام 1843 حيث احتج أبناؤه على طقوس الدفن المسيحية التي كانت تُقام في القبر الجماعي حيث دُفِن؛ وأشاروا إلى أنه «قضى حياته في معارضة جميع الكهنة».